# 神村学園初等部・中等部・高等部
神村学園初等部・中等部・高等部（かみむらがくえんしょとうぶ・ちゅうとうぶ・こうとうぶ）は、鹿児島県いちき串木野市別府に本校がある私立小学校（初等部）・中学校（中等部）・高等学校（高等部）。学校法人神村学園が運営している。

## 沿革
- 1956年（昭和31年）4月 - 前身の串木野経理専門学校開校
- 1964年（昭和39年）2月 - 学校法人神村学園認可
- 1965年（昭和40年）4月 - 串木野商業女子高等学校 商業科 新設
- 1967年（昭和42年）4月 - 串木野女子高等学校に校名変更 衛生看護科新設
- 1968年（昭和43年）4月 - 保育科新設
- 1989年（平成元年）4月 - 普通科新設
- 1989年（平成元年）4月 - 串木野女子中学校開校[1]
- 1990年（平成2年）4月 - 神村学園高等部・中等部に校名変更
- 1996年（平成8年）4月 - 中等部男子募集開始
- 1997年（平成9年）4月 - 高等部男子募集開始
- 1997年（平成9年）4月 - 日本初の「高校女子硬式野球部」誕生
- 2000年（平成12年）4月 - 初等部開校[2]
- 2005年（平成17年）4月 - 第77回選抜高等学校野球大会（春の甲子園）に初出場し準優勝。
- 2006年（平成18年）12月 - 第85回全国高等学校サッカー選手権大会に初出場しベスト4。
- 2007年（平成19年）7月 - 第89回全国高等学校野球選手権大会（夏の甲子園）の地方予選の決勝戦で鹿児島実業高等学校に5－4で勝利し、夏の甲子園初出場を決める。
- 2010年（平成22年）3月 - 国道3号をはさんだ向かい側に、神村学園前駅開業。
- 2017年（平成29年）4月 - 三重県のウィッツ青山学園高等学校を継承する形で神村学園高等部伊賀を設置[3][4]。
- 2023年（令和5年）1月 - 第101回全国高校サッカー大会ベスト4

## 学科・定員

### 初等部（小学校）
各学年30名

### 中等部（中学校）
- 文理コース（国公立大学、有名私立大学への進学を目指すコース）…40名
- 特能（特別能力）コース（体育系に限らず、文化系でもNo.1を目指すコース）…40名

### 高等部（高等学校）
- 文理科　特別進学コース・文理コース…40名
- 普通科　英語国際コース・特別能力コース…120名
- 調理科　40名
- 看護学科　120名
- 保育科　　40名

## 交通
- 神村学園前駅前

## 部活動

### 野球部
- 選抜高等学校野球大会
  - 2005、2009、2012、2014、2015、2024年　春6回
- 全国高等学校野球選手権大会
  - 2007、2011、2012、2017、2019、2023、2024、2025年　夏8回

合計12回出場。最高成績は、春準優勝（2005年〈第77回〉）、夏4強（2023年〈第105回〉、2024年〈第106回〉）。

### ソフトボール部
- 全日本高等学校女子ソフトボール選手権大会では串木野女子時代から1970、1982、2014、2024年に全国制覇を果たしている。

### サッカー部
高等部男子は総体で優勝あり。全国大会に多数出場の強豪である。中等部では全国中学校大会で3度優勝している。
- サニックス杯国際ユースサッカー大会
  - 優勝1回（2015年）

女子は全国タイトルを計12回獲得した強豪である。
- 高校総体
  - 2021年
- 全日本高等学校女子サッカー選手権大会
  - 2004、2005、2021年
- 選抜高校女子サッカー大会
  - 2000、2001、2002、2003、2004年
- サニックス杯国際ユースサッカー大会
  - 優勝3回（2015、2017、2019年）

### 駅伝部
2018年（平成30年）に全国高校女子駅伝大会で初優勝した。
- 全国高等学校駅伝競走大会女子の部
  - 2018、2023年

## 不祥事
- 2007年（平成19年）9月、高等部サッカー部部長の男性教師が特定の生徒に対し暴言を吐きながら生徒が倒れても蹴り続けるといった暴力、それに加え福岡遠征の際にペンを忘れたという理由で練習着のまま鹿児島県の同学園まで帰らせるといういじめを行っていたことが発覚した。この男性教師は、8月末で依願退職していた[6]。

- 2014年（平成26年）1月、駅伝部の顧問の男性教諭が合宿中に女子部員の一人に対し体罰をしていたことが判明し、学園側はこの顧問教諭を減給および無期限謹慎の懲戒処分とした[7]。

## 著名な出身者

### 野球・ソフトボール
- 野上亮磨
- 柿澤貴裕
- 山本卓弥
- 羽月隆太郎
- 渡邉陸
- 桑原秀侍
- 泰勝利
- 中島梨紗
- 新原千恵
- 田中幸夏
- 橋本ひかり
- 里綾実
- 厚ヶ瀬美姫
- 宮原臣佳
- 中野菜摘
- 野口霞
- 小林千紘
- 黒木弥生
- 植村美奈子
- 森藤友綺
- 早田咲紀
- 江嶋あかり
- 長尾朱夏
- 前田桜茄
- 西山小春
- 金城妃呂
- 今井巴菜
- 戎嶋美有
- 三輪裕子
- 坂口英里
- 中野花菜
- 川畑瞳

### サッカー
- 五領淳樹
- 永畑祐樹
- 黄順旻
- 吉満大介
- 野嶽惇也
- 橘田健人
- 髙橋大悟
- 佐藤璃樹
- 大迫塁
- 福田師王
- 吉永夢希
- 西丸道人
- 名和田我空
- 福元美穂
- 田畑沙由理
- 有吉佐織
- 伊藤美菜子
- 清原万里江
- 口木未来
- 佐々木香織
- 宮迫たまみ
- 高良亮子
- 吉良知夏
- 柴田華絵
- 上野真実
- 菊池まりあ
- 國生乃愛
- 愛川陽菜

### バスケットボール
- 前田優香
- 内田しずか

### ボクシング
- 天空ツバサ
- 天海ツナミ

### 芸能
- 大山百合香（歌手）
- 丸山愛莉（CHERRSEE）
- 大原優乃（元Dream5）

## 著名な教職員・関係者
- 長沢宏行（野球部元監督）
- 小田大介（野球部監督）